# Incentivo fiscal
Incentivos fiscais fazem parte do conjunto de políticas econômicas que visam a facilitar o aporte de capitais em uma determinada área através da cobrança de menos impostos ou de sua não cobrança, visando ao aquecimento econômico do respectivo território principalmente com capitais exógenos (de fora). Aparece frequentemente na forma de isenção fiscal.

## Desambiguação
Muitos "incentivos fiscais" simplesmente removem parte ou todo o ônus do imposto de qualquer transação de mercado que esteja ocorrendo. Isso ocorre porque quase todos os impostos impõem o que os economistas chamam de ônus excessivo ou perda de peso morto. A perda de peso morto é a diferença entre a quantidade de produtividade econômica que ocorreria sem o imposto e a que ocorre com o imposto.
Por exemplo, se a poupança for tributada, as pessoas pouparão menos do que poupariam. Se bens não essenciais forem tributados, as pessoas comprarão menos. Se os salários forem tributados, as pessoas trabalharão menos. Por fim, se atividades como entretenimento e viagens forem tributadas, o consumo será reduzido.
Às vezes, o objetivo é reduzir essa atividade de mercado, como no caso da tributação dos cigarros. No entanto, a redução da atividade geralmente não é uma meta, pois uma maior atividade de mercado é considerada desejável.
Quando se fala em incentivo fiscal, geralmente significa remover todo ou parte do imposto e, assim, reduzir sua carga.

## Em Territórios Tributários
Em países que têm sua arrecadação orçamentária toda ou quase toda oriunda de impostos, concedem-se incentivos fiscais visando a, além do aquecimento econômico, a cobrança de impostos indiretos: abrem mão de uma maior arrecadação relativa para obter uma maior arrecadação absoluta. Ou seja, optam por arrecadar mais dinheiro total em impostos, mesmo que caia a arrecadação per capita.

## Zonas Francas
Encontram-se geralmente nas adjacências de grandes portos e em países tributários. Funcionam como uma enclave cercada de áreas com tributação normal, uma zona com redução de uma série de impostos, possivelmente também sobre importações. Sua instalação visa a motivos diversosː geralmente, promover o comércio global, a ocupação populacional do local, uma maior industrialização de um país ou região etc.

## Arrecadação Não Tributária
Poucos países ou territórios no planeta utilizam-se do modelo de arrecadação via empreendimento público ao invés de cobrar tributos: cobrando baixos (ou nenhum) impostos. Um exemplo é a Suíça, onde as ferrovias, os correios, as telecomunicações e outras empresas pertencem ao governo federal, arrecadando uma grande soma de recursos a um ponto tal que se torna desnecessário cobrar altos impostos: cobra pequenos impostos. Países com grandiosas reservas de recursos naturais podem utilizá-lo: é o exemplo dos países petrolíferos da Península Arábica, que arrecadam tanto com petróleo e com outros meios que chega a ser possível a isenção fiscal. Os Emirados Árabes Unidos (onde encontra-se Dubai) é o único país da terra oficialmente sem qualquer espécie ou tipo de imposto ou tributação: o governo detém terrenos valorizados, além de grandes empresas como a Emirates Airlines, bancos, empresas de investimentos externos e, claro, a petrolífera estatal. As políticas fiscais desses países representam um grande incentivo fiscal.

## Paraísos Fiscais
São países ou territórios autónomos que geralmente facilitam muito a instalação de empresas para operarem apenas no exterior (offshores) e dificultam a abertura de empresas para operarem dentro de seus próprios territórios: o governo brasileiro considera paraíso fiscal todo país ou território autónomo que cobre menos de 20% de impostos. Esse também pode ser considerado uma forma de arrecadação não tributária: esses governos cobram altas taxas (geralmente entre mil e 3 000 dólares estadunidenses ao ano) para manter uma empresa oficialmente funcionando e em troca cobram zero de impostos, sendo um excelente negócio para pessoas e empresas com facturamentos no mínimo médios e que desejam anonimato. Somente com essas taxas arrecada-se um volume grandioso de recursos fazendo-se pouco necessário cobrar tributos. Alguns paraísos fiscais facilitam a migração de pessoas com grandes rendimentos, representando uma das formas de incentivo fiscal.

## Duty Frees
Duty-free shops são lojas, geralmente refinadas, localizadas no interior de salas de embarque e desembarque de aeroportos internacionais onde produtos importados, geralmente artigos de luxo ou tecnologia, são vendidos com isenção ou redução de impostos.
Em alguns países, embora mesmo possuindo aeroporto internacional, têm seus duty-free shops espalhados pelas cidades. O Uruguai é um exemplo desta ocorrência. Outro exemplo é ao longo da fronteira Estados Unidos-Canadá do lado canadense, onde estão instaladas dezenas de duty-frees.
Duty-free shops existem também na zona internacional de portos e em navios de passageiros e balsas com destino internacional.

## Pseudo-incentivos
Independentemente do fato de que um incentivo estimula a atividade econômica, muitos usam o termo para se referir a qualquer mudança relativa na tributação que altere o comportamento econômico. Esses pseudoincentivos incluem feriados fiscais, deduções fiscais ou abatimento de impostos. Esses "incentivos fiscais" são direcionados a pessoas físicas e jurídicas.

### Incentivos individuais
Os incentivos fiscais individuais são uma forma proeminente de incentivo e incluem deduções, isenções e créditos. Exemplos específicos incluem a dedução de juros hipotecários, conta de aposentadoria individual e crédito fiscal híbrido.
Outra forma de incentivo fiscal individual é o incentivo de imposto de renda. Embora seja usado principalmente em países em transição e em desenvolvimento, geralmente relacionado à insuficiência de capital interno, o incentivo fiscal sobre a renda visa a ajudar o bem-estar econômico dos investidores diretos e corresponde ao investimento em atividades de produção e, por fim, muitas vezes visa a atrair investidores estrangeiros.
Esses incentivos são introduzidos por vários motivos. Em primeiro lugar, eles são vistos como um contrapeso aos desincentivos ao investimento decorrentes do sistema tributário normal. Outros usam os incentivos para equalizar as desvantagens do investimento, como leis complicadas e infraestrutura insuficiente.

### Incentivos fiscais corporativos
Os incentivos fiscais corporativos podem ser criados em nível de governo federal, estadual e local. Por exemplo, nos Estados Unidos, o código tributário federal oferece uma ampla gama de incentivos para as empresas, totalizando US$ 109 bilhões em 2011, de acordo com um estudo da Tax Foundation.
A Tax Foundation categoriza os incentivos fiscais federais dos Estados Unidos em quatro categorias principais, listadas abaixo:
- Exclusões fiscais para títulos locais avaliadas em US$ 12,4 bilhões.
- Preferências destinadas a promover a política social, avaliadas em US$ 9 bilhões.
- Preferências que beneficiam diretamente setores específicos, avaliadas em US$ 17,4 bilhões.
- Preferências amplamente disponíveis para a maioria dos contribuintes corporativos, avaliadas em US$ 68,7 bilhões.

Os incentivos fiscais corporativos fornecidos pelos governos estaduais e locais também estão incluídos no código tributário dos EUA, mas são frequentemente direcionados a empresas individuais envolvidas em um projeto de seleção de local corporativo. Os consultores de seleção de local negociam esses incentivos, que normalmente são específicos para o projeto corporativo que o estado está recrutando, em vez de serem aplicáveis a um setor mais amplo. Os exemplos incluem os seguintes:
- Crédito de imposto de renda corporativo
- Abatimento de imposto predial
- Isenção de imposto sobre vendas
- Reembolso de imposto sobre a folha de pagamento

Na Armênia, o incentivo de imposto de renda corporativo está disponível para entidades residentes na Armênia que atendam a vários critérios do programa governamental de promoção de exportações. As entidades que fazem parte do programa aprovado pelo governo recebem alíquotas de imposto de renda corporativo reduzidas em até dez vezes em relação à alíquota de 20%. Os contribuintes que realizam suas operações em zonas econômicas livres (FEZ) estão isentos do imposto de renda corporativo em relação à renda recebida de atividades implementadas em zonas econômicas livres na Armênia.